# Asaphodes parora
Asaphodes parora är en fjärilsart som beskrevs av Edward Meyrick 1884. Asaphodes parora ingår i släktet Asaphodes och familjen mätare. Inga underarter finns listade i Catalogue of Life.